# Európai nyelesszemű-légy
Az európai nyelesszemű-légy (Sphyracephala europaea) a rovarok (Insecta) osztályának a kétszárnyúak (Diptera) rendjébe, ezen belül a légyalkatúak (Brachycera) alrendjébe és a nyelesszeműlégy-félék (Diopsidae) családjába tartozó faj. Családjának egyetlen európai képviselője Magyarországon védett.

## Előfordulása
Bár fosszíliák alapján Emil Hans Willi Hennig (1913-1976) német biológus és a kladisztika atyja jelenlétét megjósolta Európában,  egészen 1997-ig nem került sor felfedezésére. Szűk elterjedésű faj, egyedül Magyarországról és Szerbiából ismertek állományai. Magyarországon Szeged mellett a Maros partján, Szerbiában a Duna partján, a magyarországi élőhelytől 150 kilométerre figyelhetjük meg egyedeit.

## Megjelenése
Mindössze 3-4 milliméteres testhosszal a kisebb termetű rovarok közé tartozik. Jellegzetessége a "szemnyél", mely által könnyen elkülöníthető más légycsaládoktól.